# Crematogaster chiarinii
Crematogaster chiarinii är en myrart som beskrevs av Carlo Emery 1881. Crematogaster chiarinii ingår i släktet Crematogaster och familjen myror.

## Underarter
Arten delas in i följande underarter:
- C. c. aethiops
- C. c. bayeri
- C. c. chiarinii
- C. c. cincta
- C. c. nigra
- C. c. sellula
- C. c. subsulcata
- C. c. taediosa
- C. c. v-nigra